# Margaret Sibella Brown
Pour les articles homonymes, voir Brown.
Cet article possède un paronyme, voir Margaret Brown (homonymie).
Margaret Sibella Brown, née le 2 mars 1866 et morte le 16 novembre 1961, est une bryologue canadienne spécialisée dans les mousses et les hépatiques originaire de Nouvelle-Écosse. Bien que n'ayant pas eu de formation scientifique formelle, elle est reconnue pour ses contributions importantes au domaine de la bryologie et est devenue une autorité sur les mousses et les hépatiques de la Nouvelle-Écosse. Les échantillons collectés par ses soins sont actuellement conservés dans les principaux herbiers d'Amérique du Nord et d'Europe.

## Famille et jeunesse
Le grand-père de Brown, Richard Brown (1805 – 1882) est né à Lowther, en Angleterre. En 1825, il s'installe à Cap-Breton, en Nouvelle-Écosse, pour occuper un poste d'ingénieur dans les mines de charbon, dont il devient par la suite directeur général. En 1834, il rencontre la grand-mère de Margaret, Margaret Sibella Barrington (1836 – 1854, fille du capitaine Charles et d'Elizabeth Barrington) qu'il épouse la même année. L'un des six enfants du couple est le père de Brown, Richard Henry (1837 – 1920), qui prend la direction générale des mines lorsque son père prit sa retraite en 1864 et retourna en Angleterre.
En 1864, Richard Henry épouse Barbara Davison (1842 – 1898) à Pictou, après quoi ils résident dans la ville de Sydney Mines où ils fondent une famille et où Henry devient le premier maire de la ville. Margaret a une sœur jumelle, Elizabeth Purves (1866 – 1951), ainsi que trois frères et sœurs plus jeunes : Annie Ethel (1869 – 1918), Richard Charles (1872 – 1951) et Lillian Seward (1878 – 1967),.
Brown a une tante paternelle, également nommée Margaret Sibella Brown (1836 – 1854). Enfin, Sibella Annie Barrington (1867 – 1929), infirmière ayant contribué de façon active à l’orientation des collectivités du pays, est parenté au grand-père de Brown, Richard Brown.
|                         |  |                                                                                         |
| Brown à l'âge de 7 ans. |  | Brown et sa sœur jumelle, Elizabeth, dans le conservatoire de Beech Hill, Sydney Mines. |

## Éducation
Brown fait ses premières études à l'Anglican School for Girls et au Kings College d'Halifax, d'où elle obtient un Bachelor of Arts. Elle fréquente ensuite la finishing school Anglo-German Institute à Stuttgart, en Allemagne, de 1883 à 1884, et étudie également à Londres. Après son retour en Nouvelle-Écosse en 1885, elle fréquente la Victoria School of Art and Design.

## Carrière scientifique
La carrière de Brown en bryologie est principalement consacrée à la collecte et à la classification des mousses et des hépatiques indigènes de Nouvelle-Écosse. La majorité de son travail a lieu au Cap-Breton, mais elle collecte également des spécimens à Trinidad, à Porto Rico, en Espagne, dans la Côte d'Azur en France et en Jamaïque. L'abréviation botanique standard de Margaret Sibella Brown est M.S.Br.. Elle est utilisée pour indiquer cette personne dans une citation d'auteur en botanique.
Du vivant de Brown, il est inhabituel de trouver des femmes travaillant dans les sciences  et il existe peu d'archives contemporaines de la carrière scientifique de Brown. Il y a un article connu qu'elle publie en 1937, dans lequel elle a classé une collection d'échantillons de mousse recueillis en Syrie par William Bacon Evans. Elle est connue pour avoir travaillé avec Elizabeth Gertrude Britton, Nathaniel Lord Britton et Joseph Edward Little, en tant que co-collectionneurs de spécimens. Une expédition à Porto Rico avec Elizabeth et Nathaniel Britton est entreprise en janvier 1922, pour une durée prévue de dix semaines. Les résultats de cette expédition seront présentés en avril de la même année.

## Membre de sociétés et de conseils d'administration
Brown est membre du Moss Exchange Club (plus tard connu sous le nom de British Bryological Society)  et de la Sullivant Moss Society (plus tard connue sous le nom d'American Bryological and Lichenological Society). Elle devient aussi présidente de la Halifax Floral Society. Avant de mourir à l'âge de 95 ans, Brown est la plus âgée des membres vivants du Nova Scotian Institute of Science .
Margaret Sibella Brown siège au conseil d'administration de la Victoria School of Art and Design (plus tard connue sous le nom de Nova Scotia College of Art and Design) et est membre de leur comité d'éducation. Pendant la Première Guerre mondiale, elle est secrétaire honoraire de la section d'Halifax de la Société canadienne de la Croix-Rouge .

## Distinctions
Brown reçoit une maîtrise honorifique de l'Université Acadia le 16 mai 1950, à l'âge de 84 ans,,. On lui offre un doctorat honorifique, qu'elle refuse et accepte la maîtrise à la place. Le programme de remise des diplômes note qu'elle était « probablement la principale autorité maritime sur les mousses et les hépatiques ». En 1934, elle obtient un diplôme honorifique de la Victoria School of Art and Design. Brown est intronisé au Temple de la renommée scientifique de la Nouvelle-Écosse en 2010.
Dans un article invité à la réunion annuelle de 1976 de l'American Society of Bryology and Lichenology, Brown est répertoriée comme l'un des « bryologues et collectionneurs nord-américains les plus importants », notant qu'elle fait partie de ceux qui « ont eu l'impact le plus durable sur la bryologie ».

## Collections

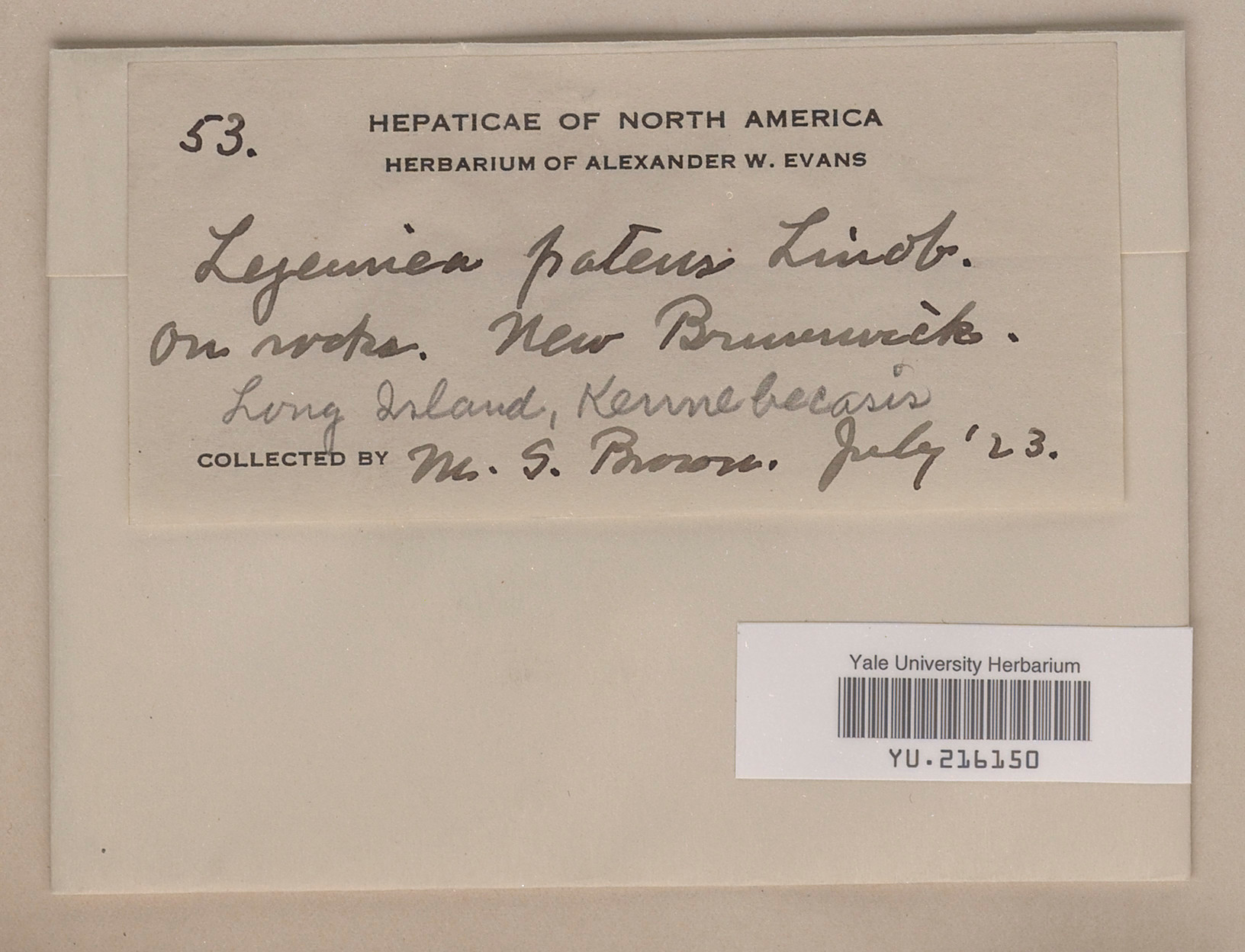
Fiche de catalogue de l'herbier de l'université de Yale. Il est écrit : Lejeunea patens Lindb. / On rocks. New Brunswick / Long Island, Kennebecaisis / (Collected by) M. S. Brown. July '23.

L'herbier EC Smith de l'Université Acadia contient sa collection de 1 779 mousses, 858 hépatiques et 53 lichens . D'autres de ses spécimens font partie des collections du British Museum, du New York Botanical Garden, de l'Université Dalhousie, du Musée du Nouveau-Brunswick, du Musée d'histoire naturelle de la Nouvelle-Écosse, du Devonian Botanical Garden de l'Université de l'Alberta, de l'Herbier de l'Université Yale et les herbiers de l'université de Harvard,,.

## Mort
Brown meurt dans sa maison d'Halifax le 16 novembre 1961. Il y a question sur la date de son décès : la plupart des sources donnent 15 novembre ; néanmoins, son certificat de décès officiel indique le 16, date qui est utilisé ici. Sa tombe se trouve dans le Trinity Anglican Cemetery à Sydney Mines, avec ses sœurs Elizabeth et Lilian.
Le deuxième prénom de Brown est orthographié parfois Sibella, Sybella ou Sebella, selon les sources. Bien que son certificat de décès utilise Sebella, Sibella est utilisée dans cet article, car c'est l'orthographe la plus couramment utilisée dans les sources parlant de sa carrière scientifique.

### Compléments
- Biographie du grand-père de Sibella, Richard Brown : (en) Charles William Vernon, Cape Breton, Canada : at the Beginning of the Twentieth Century, Toronto, Nation Publishing Co., 1903 (lire en ligne), p. 16
- Margaret Sibella Brown sur Bionomia.